# La Bête noire (créature)
Pour les articles homonymes, voir La Bête noire et Wookie.
La Bête noire, aussi appelé en anglais Honey Island Swamp Monster (litt. « le monstre du marais de Honey Island »), est une créature cryptique humanoïde ressemblant à un singe, similaire aux descriptions du Bigfoot, qui habiterait le marais de Honey Island dans la paroisse de Saint-Tammany, en Louisiane. Il devient une partie du folklore de la Louisiane, avec de nombreuses entreprises d'excursions dans les marais de la région capitalisant sur sa prétendue existence, qui est considérée comme improbable par les scientifiques.

## Description
La créature est communément décrite par les témoins présumés comme un humanoïde bipède de grande taille, mesurant environ 2 m, couvert de cheveux gris, aux yeux jaunes ou rouges et dégageant une odeur putride. D'autres noms locaux pour la créature incluent le Wookiee de Louisiane et la Chose. Des moulages en plâtre d'empreintes de pieds supposées être celles de la créature montrent quatre orteils, ce qui n'est pas un trait naturel chez les primates, qui en possèdent cinq.
Les affirmations sur son existence ne sont généralement pas considérées comme crédibles, y compris par des scientifiques connaissant bien la région, comme l'écologiste Paul Wagner et sa femme Sue. Ni eux ni leur guide cadien, Robbie Charbonnet, n'ont rapporté avoir vu des preuves valables au-delà des anecdotes et des contrefaçons possibles.

## Histoire
La première observation est faite en 1963 par Harlan Ford, un contrôleur aérien à la retraite qui s'est mis à la photographie de la faune et de la flore. Après son décès en 1980, une bobine de film Super 8 montrant la créature est retrouvée parmi ses affaires. En 1974, Ford et son ami Billy Mills affirment avoir trouvé des empreintes de pas inhabituelles dans la région, ainsi que le corps d'un sanglier dont la gorge avait été déchirée.
Depuis, la créature habiterait toujours le marais et les bayous le long de la rivière des Perles. La tradition locale raconte qu'un accident de train s'est produit près du marais au début du XXe siècle et qu'un cirque itinérant a perdu des chimpanzés qui s'étaient adaptés à l'environnement, ce qui pourrait expliquer l'origine de la créature.